# Melláh (přítok Warzazátu)
Mellah je horská říčka na jihu Maroka, jedna ze zdrojnic řeky Warzazátu. Plocha povodí k profilu ve stanici Agouillal, která se nachází nedaleko jejího ústí do Warzazátu měří 740 km².

## Průběh toku
Pramení na jižním úbočí Vysokého Atlasu. Řeka směřuje převážně jihovýchodním směrem. Na jejím toku se nachází osada Ait Ben Haddou se starobylou kasbou, která byla v roce 1987 zařazena na seznam světového dědictví UNESCO.

## Vodní režim
Průměrný průtok nedaleko ústí ve stanici Agouillal během měření v období 1976–77/97–98 činil 1,3 m³/s. Bývá též uváděna hodnota 48 Mm³ (zhruba 1,5 m³/s).  Nejvíce vody má říčka v březnu a v dubnu během tání sněhu na horách. Nejméně vody má v červenci a v srpnu, kdy může v tomto úseku zcela vyschnout.